# Great Southern Automobile Company
Great Southern Automobile Company war ein US-amerikanischer Hersteller von Kraftfahrzeugen.

## Unternehmensgeschichte
Das Unternehmen wurde im Oktober 1909 in Birmingham in Alabama gegründet. E. F. Enslen war Präsident, Ike Adler Vizepräsident, John J. Kyser Sekretär und Schatzmeister sowie E. F. Enslen Jr. Generalmanager. Erst im Januar 1912 begann die Produktion von Personenkraftwagen. Der Markenname lautete Great Southern. 1914 endete deren Produktion. Nutzfahrzeuge entstanden von 1915 bis 1917. Dann folgte der Bankrott.

## Fahrzeuge

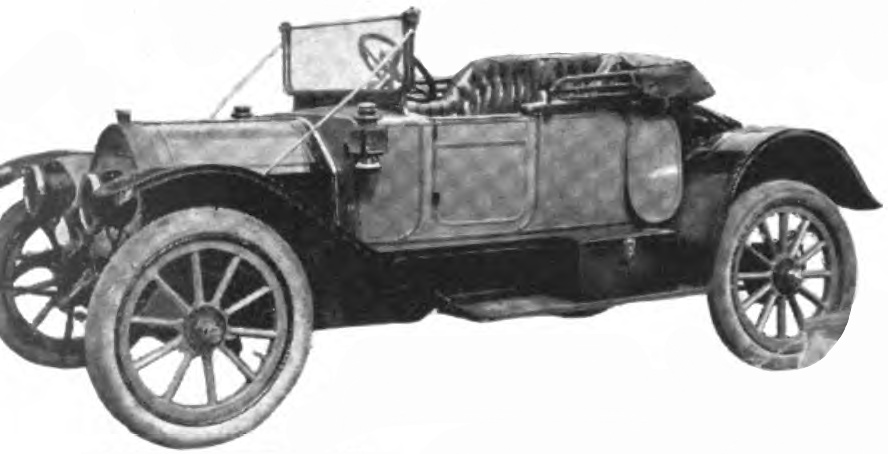
Great Southern Model 30

Alle Fahrzeuge hatten einen Vierzylindermotor.
Von 1912 bis 1913 standen zwei Modelle im Sortiment. Im 30 HP leistete der Motor 30 PS. Das Fahrgestell hatte 287 cm Radstand. Zur Wahl standen ein fünfsitziger Tourenwagen und ein zweisitziger Roadster. Der 45/55 HP hatte einen Motor, der mit 45/55 PS angegeben war. Sein Radstand betrug 325 cm. Einziger Aufbau war ein Tourenwagen mit sechs Sitzen.
1914 entfiel das kleinere Modell. Das verbliebene Modell wurde nun Fifty genannt. Eine Quelle gibt 8600 cm³ Hubraum an. Eine andere Quelle nennt 131,7625 mm Bohrung, 152,4 mm Hub und 8312 cm³ Hubraum. Der Motor leistete 50 PS. Der Radstand blieb bei 325 cm. Der Tourenwagen bot Platz für sieben Personen.

## Modellübersicht
| Jahr      | Modell   | Zylinder | Leistung (PS) | Radstand (cm) | Aufbau                                  |
| --------- | -------- | -------- | ------------- | ------------- | --------------------------------------- |
| 1912–1913 | 30 HP    | 4        | 30            | 287           | Tourenwagen 5-sitzig, Roadster 2-sitzig |
| 1912–1913 | 45/55 HP | 4        | 45/55         | 325           | Tourenwagen 6-sitzig                    |
| 1914      | Fifty    | 4        | 50            | 325           | Tourenwagen 7-sitzig                    |